# Ilex hayatana
Ilex hayatana — вид квіткових рослин з родини падубових.

## Морфологічна характеристика
Це вічнозелене дерево до 12 метрів заввишки. Кора блідо-сіро-чорна. Гілочки тонкі, запушені; гілочки другого-третього року з численними великими піднятими сочевичками. Прилистки на вершині загострені. Ніжка листка 4–7 мм, запушена, адаксіально (верх) поздовжньо неглибоко борозенчаста. Листова пластина адаксіально оливкова коли суха, еліптична чи яйцювато-еліптична, 3–5 × 1–2 см, адаксіально гола крім середньої жилки, край цільний, верхівка довго загострена, загострення 5–10 мм, кінчик тупий чи загострений. Плід червоний, кулястий, 4(7) мм у діаметрі. Квітне влітку, плодить від осені до лютого.

## Поширення
Ареал: Тайвань, Японія. Населяє ліси.